# 문성로
문성로(文星路)는 서울특별시 금천구 독산3동에서 관악구 서원동 신림1교를 잇는 왕복 4차선 도로로, 길이는 2.5Km이다. 한편, 길 도중에는 난곡터널이 있다.

## 노선
- 문성로입구삼거리 - 독산3동 치안센터 - 독산고등학교 - 난곡사거리 - 신림고등학교 - 난곡터널 - 관악세무서 - 서강약국 삼거리 - 신림1교(서원역)

## 경유 도로
시작점인 문성로입구삼거리에서는 독산로가 연결되며, 종점인 신림1교에서는 신림로가 연결된다.

## 갤러리

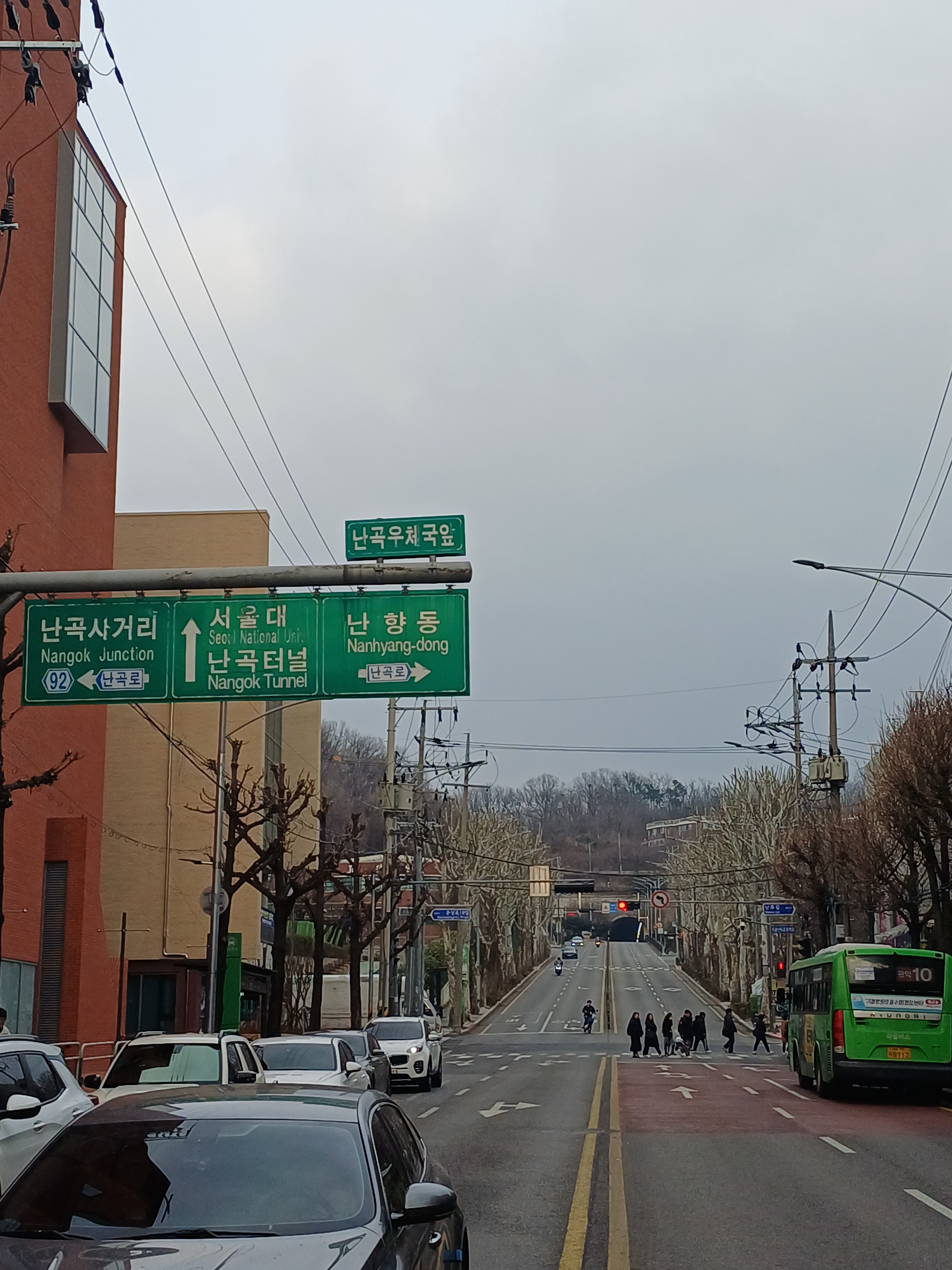
서울특별시 관악구 문성로
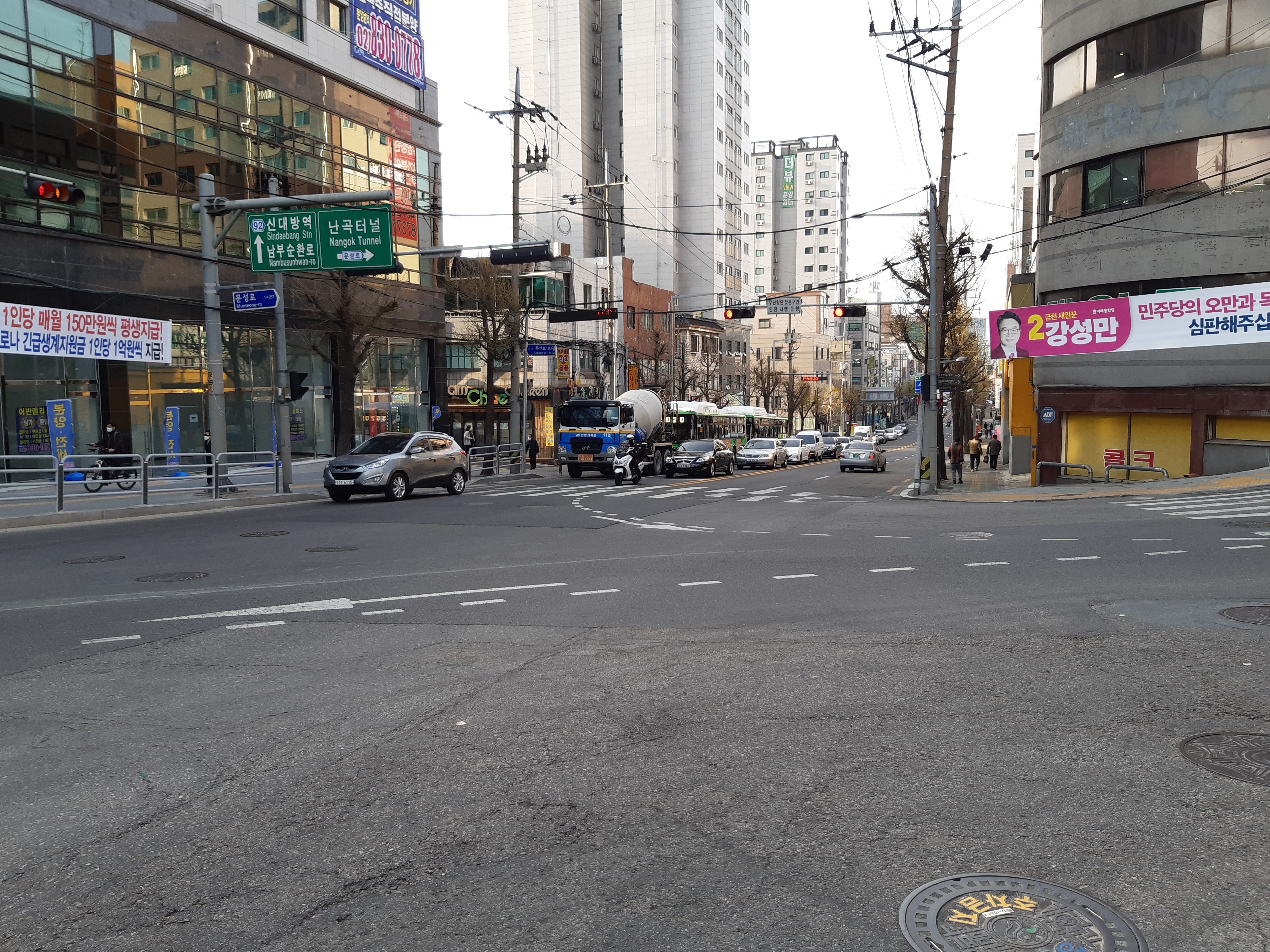
금천구 문성로 기점(독산로 연결)
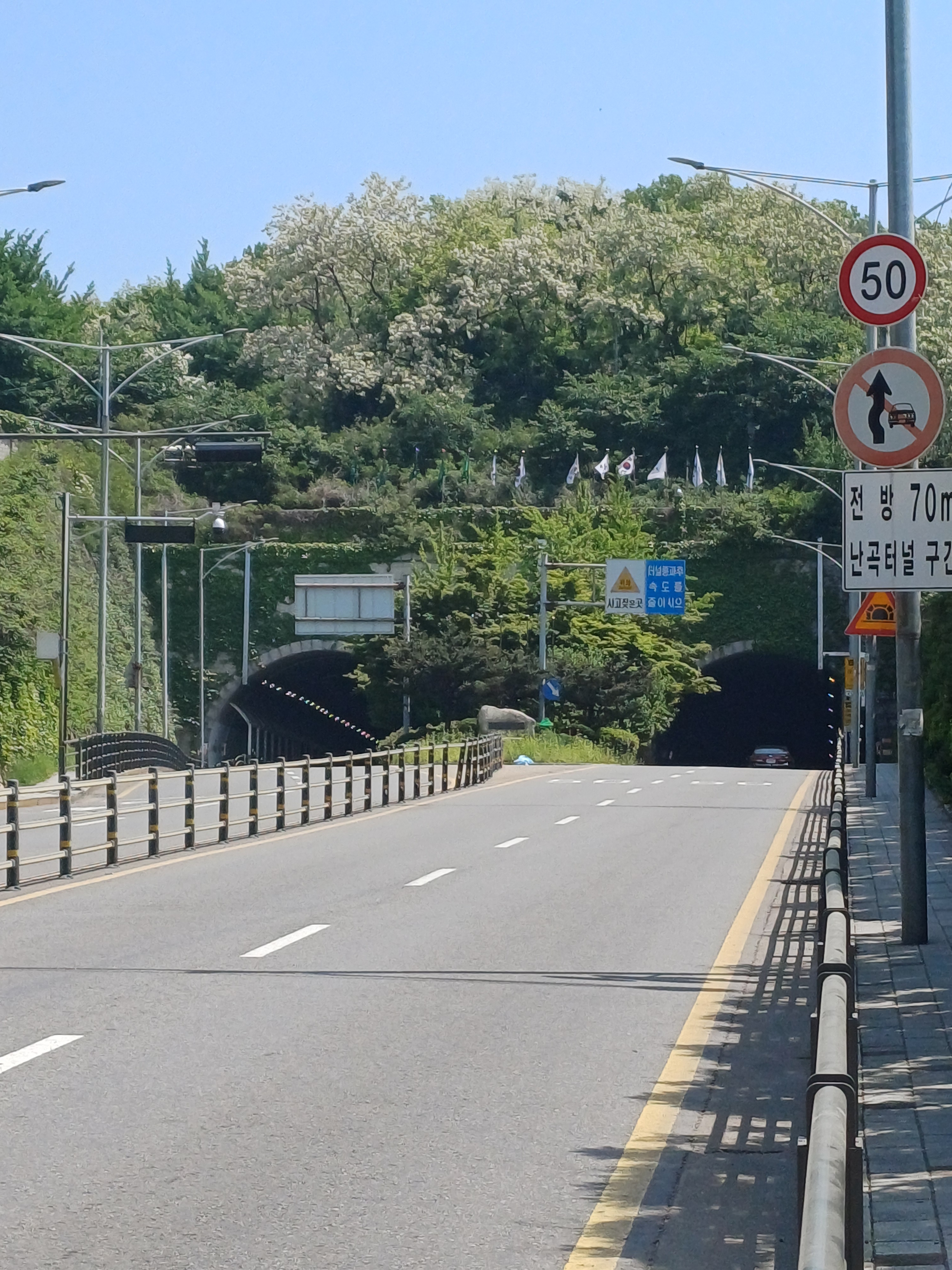
서울특별시 관악구 난곡터널
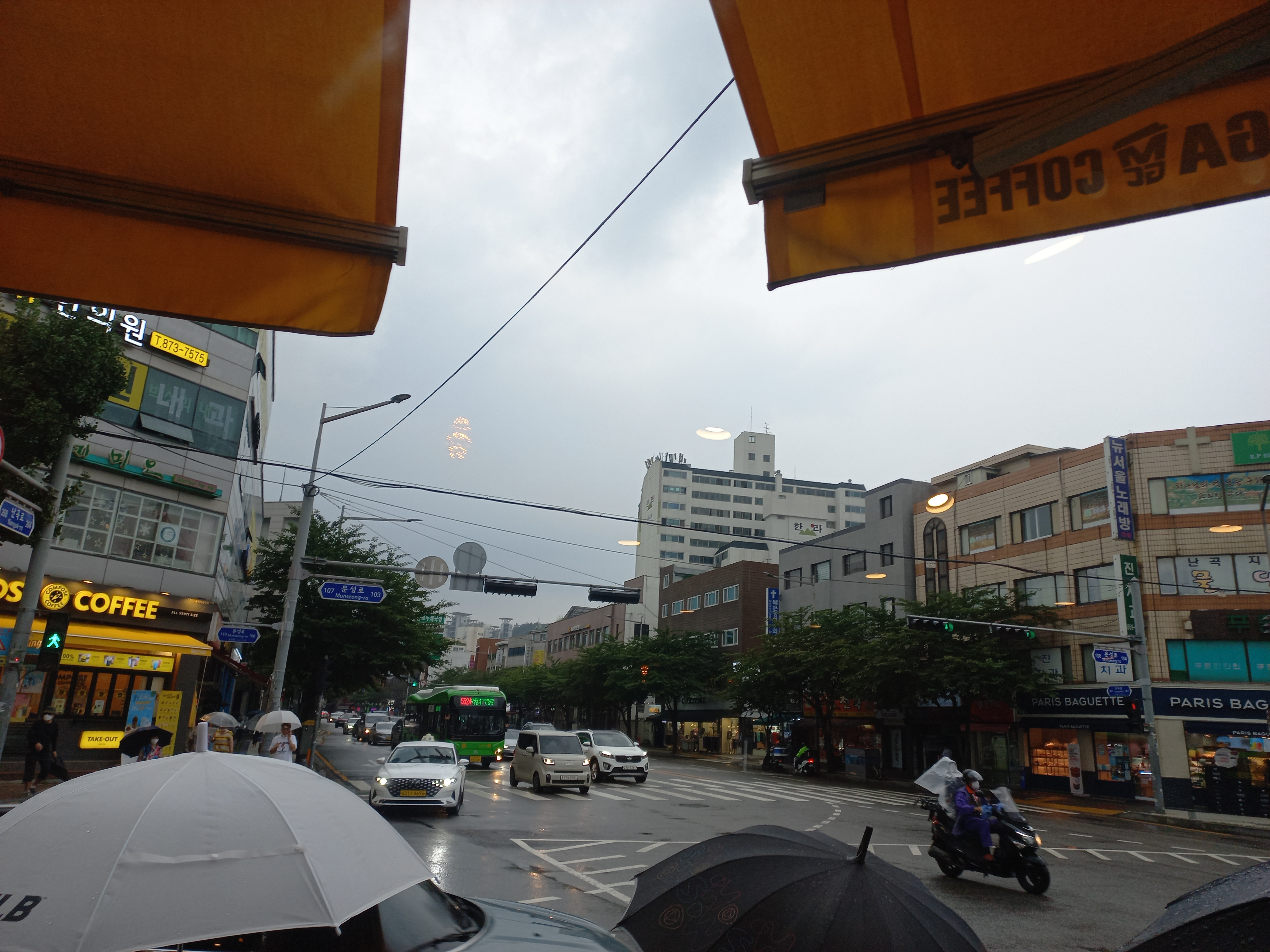
난곡로와 교차
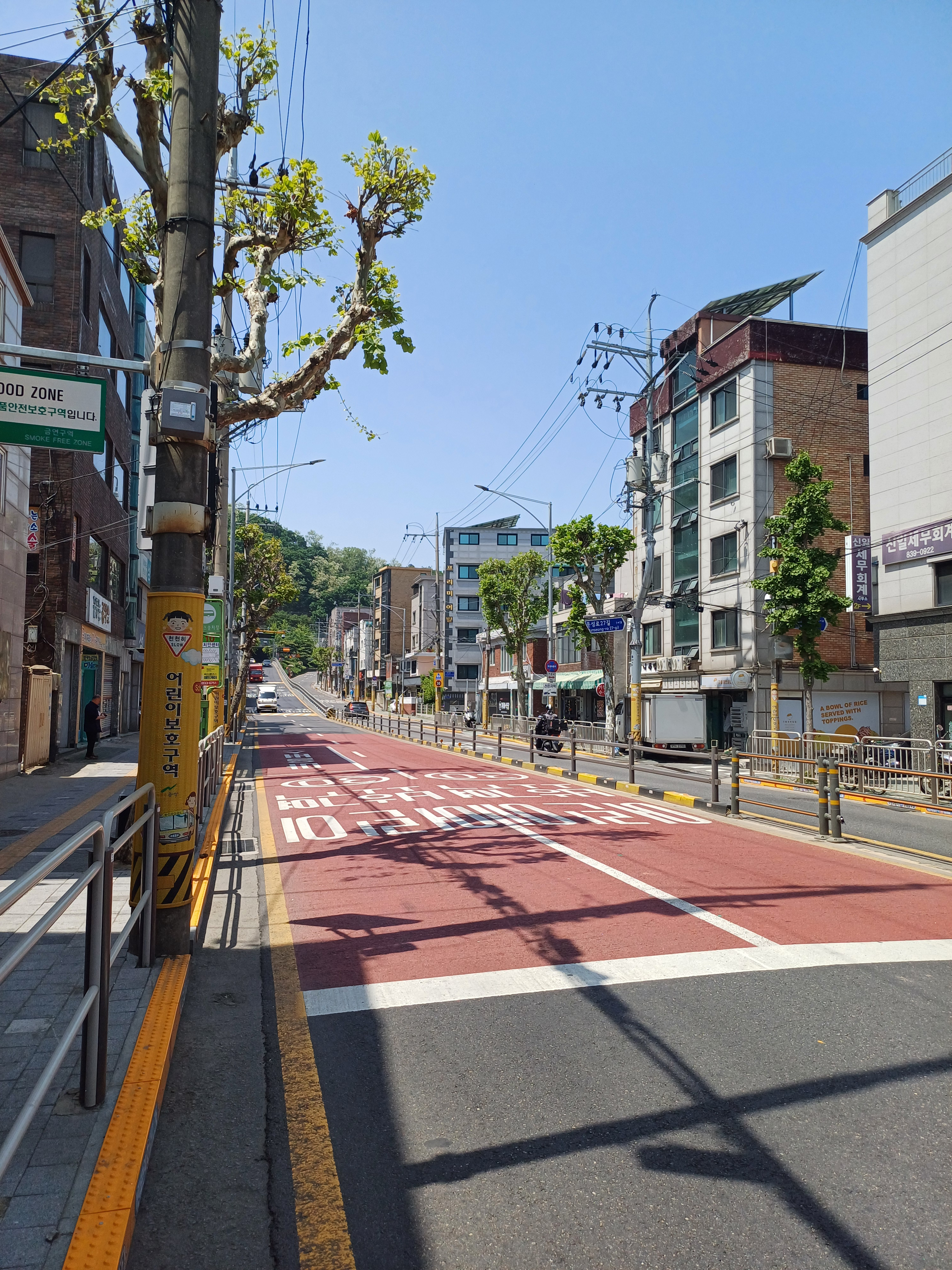
관악구 신원동